# Fredrik Skagen
Fredrik Skagen (ur. 30 grudnia 1936 w Trondheim, zm. 20 czerwca 2017) – norweski pisarz.
Znany głównie jako twórca powieści kryminalnych, choć pisał także książki dla dzieci oraz słuchowiska radiowe. Należał do najbardziej aktywnych i najczęściej nagradzanych norweskich pisarzy, zajmujących się literaturą kryminalną. Pracował jako bibliotekarz. Zadebiutował w 1968 powieścią Jakten etter Auriga. Jego książki były tłumaczone na język niemiecki, duński, szwedzki, holenderski i francuski. W 1987 książką Purpurhjertene wywołał w Norwegii burzę: książka była dokumentalną opowieścią Norwega, relacjonującego własne przeżycia jako amerykańskiego żołnierza w Wietnamie.

## Nagrody i wyróżnienia
- 1980 – Nagroda Rivertona za powieść Kortslutning
- 1986 – Nagroda wydawnictwa Cappelen
- 1986 – Nagroda im. Palle Rosenkrantza za powieść Viktor! Viktor!
- 1987 – Nagroda Księgarzy za powieść Purpurhjertene
- 1996 – Szklany Klucz za powieść Nattsug